# Seestraße (Stralsund)
Die Seestraße ist eine Stadtstraße im Stadtgebiet Altstadt in Stralsund. Sie verläuft teilweise parallel zur Sundpromenade und verbindet die Straßen Am Fischmarkt / Fährstraße mit dem Fährwall. In ihrem Verlauf folgt sie teilweise der ehemaligen Fährbastion. Die Johannischorstraße geht von der Seestraße ab und führt zum Johanniskloster. Die Seestraße gehört zum Kerngebiet des UNESCO-Welterbes mit dem Titel Historische Altstädte Stralsund und Wismar.

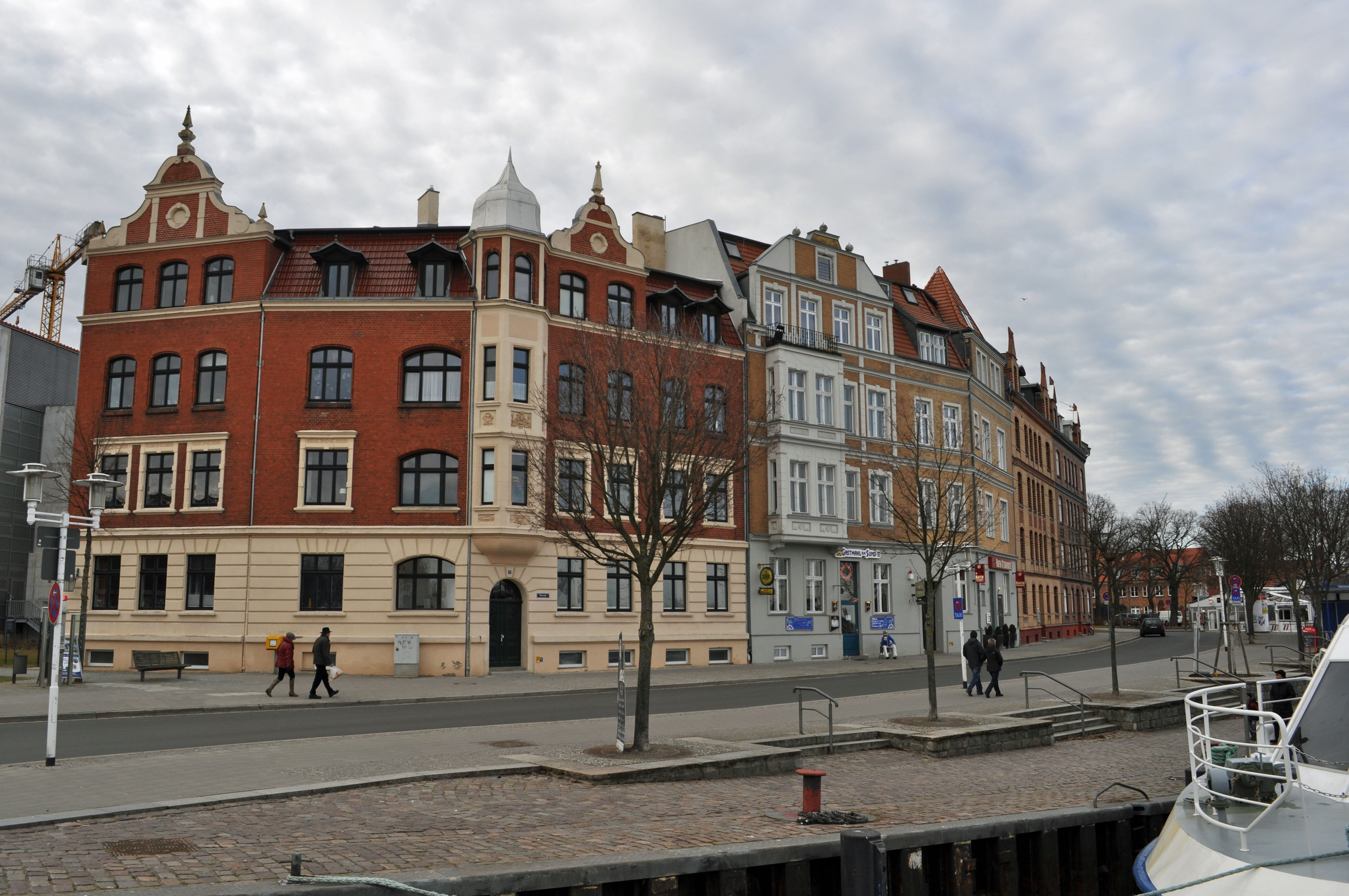
Blick in die Seestraße in Stralsund (2012)

Die Straße wurde im Jahr 1903 angelegt. Zuvor gab es hier einen unbefestigten Fuhrweg; die Beschaffenheit des Geländes zu dieser Zeit gab ihm im Volksmund den Namen „Nasses Dreieck“. Im Jahr 1900 war das Gelände in der Nähe der Sundpromenade am Strelasund befestigt worden und ab dem Jahr 1902 auch bebaut. Daher wurde im Jahr 1903 die Seestraße angelegt; im selben Jahr wurden auch die ersten der dort stehenden Bäume gepflanzt.
Elf der Gebäude stehen unter Denkmalschutz (siehe auch Liste der Baudenkmale in Stralsund), nämlich die Häuser Seestraße 1, Seestraße 2, Seestraße 3, Seestraße 4, Seestraße 5, Seestraße 7, Seestraße 8, Seestraße 9, Seestraße 10, Seestraße 12 und Seestraße 14.
Die Straße ist als Einbahnstraße ausgewiesen.
Auf einem Gelände an der Seestraße, vor dem Hansa-Gymnasium Hansestadt Stralsund, wurden im Jahr 2002 die Einbäume von Stralsund gefunden.